# Миньоните 2
„Миньоните 2“ (на английски: Minions: The Rise of Gru) е американска компютърна анимация от 2022 г., продуциран от „Илюминейшън“ и разпространяван от „Юнивърсъл Пикчърс“. Това е продължението на „Миньоните“ (2015) и като цяло петият филм в поредицата „Аз, проклетникът“. Режисиран е от Кайл Балда, корежисьори са Брад Ейбълсън и Джонатан дел Вал, озвучаващия състав се състои от Стийв Карел като Гру и Пиер Кофен като Миньоните, заедно с Тараджи Хенсън, Мишел Йео, РЗА, Жан-Клод Ван Дам, Луси Лоулес, Долф Лундгрен, Дани Трехо, Ръсел Бранд, Джули Андрюс и Алън Аркин.
След като е отменен за две-годишен период по време на пандемията от COVID-19, световната премиера на „Миньоните 2“ се състои в анимационния международен фестивал в Анси на 13 юни 2022 г., а в кината е пуснат в Съединените щати за 1 юли 2022 г. от „Юнивърсъл Пикчърс“.

## Актьорски състав
- Стийв Карел – Гру
- Пиер Кофен – Кевин, Стюарт, Боб, Ото и останалите Миньони
- Тараджи Хенсън – Бел Фасон, лидерът на „Злите шест“.[8] Тя по-късно се трансформира в дракон.
- Мишел Йео – Учителят Чоу[9]
- РЗА – мотористът, който се сприятелява със Ото по пътя му за Сан Франциско[10]
- Жан-Клод Ван Дам – Жан-Краб, член на „Злите шест“ със нокти от гигантски омар[8]
- Луси Лоулес – Сестра Нунчаку, монахиня, член на „Злите шест“[8]
- Долф Лундгрен – Свенджънс, член на „Злите шест“[8]
- Дани Трехо – Юмрука, член на „Злите шест“[8]
- Ръсел Бранд – Доктор Нефарио, разсеян учен,
който в крайна сметка става асистент на Гру в бъдеще[9]
- Джули Андрюс – Марлена, майката на Гру[9]
- Алън Аркин – Див пердах, бившият лидер на „Злите шест“[8]
- Уил Арнет – господин Пъркинс
- Стийв Куган – Сайлъс Рамсдупъм
- Джими О. Йанг – Поддръжник 1
- Кевин Майкъл Ричардсън – Поддръжник 2
- Джон Димаджо – Поддръжник 3
- Майкъл Бийти – Гуру Рик
- Колет Уитакър – учителката на Гру

Допълнителни гласове
- Кайл Балда
- Боб Бъргън
- Бо Билингслеа
- Катрин Кавадини
- Дейвид Чен
- Уил Колиър
- Мейли Кондрон
- Антонио Рол Корбо
- Деби Дерибери
- Скарет Естевез
- Келен Гоф
- Джейк Грийн
- Иса Хол
- Рамон Хамилтън
- Арън Хендри
- Барбара Харис
- Джей Пи Карилак
- Евън Кишияма
- Сам Лавагнино
- Дан Люис
- Амари Маккой
- Леви Нунез
- Бенджамин Плесала
- Алекс Пучинели
- Дейвид Рандолф
- Карла Ремп
- Нев Шарел
- Джеймс Сий
- Минди Стърлинг
- Фред Тарашор
- Реджина Тауфен
- Ниса Уорд
- Дебра Уилсън
- Нора Уайман

## Продукция

### Разработка
През януари 2017 г. „Юнивърсъл Пикчърс“ и „Илюминейшън“ обявиха продължението на анимационния им филм „Миньоните“. Филмът започна производство през юли 2017 г., докато Брад Аблесън е добавен като ко-режисьор. През май 2019 г. заглавието на филма е разкрит като „Миньоните: Възходът на Гру“.

### Кастинг
През декември 2019 г. е обявено, че Пиер Кофин и Стийв Карел ще се завърнат с ролите си, съответно на Миньоните и Гру.

### Анимация
Продукцията на филма премина към дистанционна работа по време на пандемията от COVID-19, след временното затваряне на „Илюминейшън Мак Гъф“.

## Издание

### По кината
„Миньоните 2“ дебютира в международния анимационен филм фестивал в Анси на 13 юни 2022 г., който е последван с премиера на 25 юни от TCL Chinese Theatre в Лос Анджелис. Филмът е оригинално насрочен за генерално излизане на 3 юли 2020 г., но по време на пандемията от COVID-19 и незавършения статус със временното затваряне на „Илюминейшън Мак Гъф“ в отговор на това събитие, преместен е до 2 юли 2021 г., и по-късно на 1 юли 2022 г.

### Домашна употреба
„Юнивърсъл Пикчърс Хоум Ентъртейнмънт“ пусна „Миньоните 2“ за дигитално изтегляне на 2 август 2022 г., и на 4K Ultra HD, Blu-ray, и DVD на 6 септември. Филмът е достъпен в стрийминг услугата на NBCUniversal – „Пийкок“ на 23 септември 2022 г.

## В България
В България филмът е пуснат на същата дата от „Форум Филм България“ в формати 2D, 3D и 4DX, както и субтитирана версия.